# Azzurra Promosport Brindisi 1994-1995
La Azzurra Promosport Brindisi 1994-1995, sponsorizzata Mercatone Uno, prende parte al campionato italiano dilettanti di B di Eccellenza, girone B a 12 squadre. Chiude la stagione regolare al settimo posto con 12V e 10P, 1645 punti segnati e 1678 punti subiti, partecipa alla poule retrocessione dove giungendo quarta con 5V e 5P, 771 punti segnati e 792 subiti, raggiunge la salvezza.

## Storia
La nuova stagione 1994-1995 vede innanzitutto il cambio del coach, Piero Cusenza prende il posto di Nicola Primaverili. Vengono ceduti Antonio Guzzone e Gennaro Palmieri alla Pallacanestro Benevento al loro posto c'è il ritorno a Brindisi del pivot Giuseppe Natali preso in prestito dalla Reyer Venezia e prelevato dalla Olimpia Basket Matera e del play Mauro Procaccini dalla Moneta Pesaro, oltre il giovane Eduardo Passante dall'Assi Basket Ostuni.
Miglior marcatore della stagione è Giuseppe Frascolla con 570 punti in 31 partite, seguito da Domenico Castellitto con 549 p. e Giuseppe Natali con 365 punti in 31 partite.

## Roster
| Azzurra Mercatone Uno Brindisi 1994/1995 | Azzurra Mercatone Uno Brindisi 1994/1995 |
| Giocatori                                | Staff tecnico                            |
| ---------------------------------------- | ---------------------------------------- |

| N. | Naz.              | Ruolo | Nome                 | Anno | Alt.   | Peso |  |
| -- | ----------------- | ----- | -------------------- | ---- | ------ | ---- |  |
| 4  | Italia (bandiera) | A     | Angelo Milone        | 1974 | 190 cm |      |  |
| 5  | Italia (bandiera) | P     | Mauro Procaccini     | 1961 | 180 cm |      |  |
| 6  | Italia (bandiera) | P     | Giangiovanni Parisi  | 1973 | 182 cm |      |  |
| 7  | Italia (bandiera) | G     | Giuseppe Frascolla   | 1962 | 194 cm |      |  |
| 8  | Italia (bandiera) | A     | Domenico Castellitto | 1967 | 198 cm |      |  |
| 9  | Italia (bandiera) | A     | Cristiano Ventruto   | 1977 | 197 cm |      |  |
| 10 | Italia (bandiera) | G     | Paolo Della Corte    | 1970 | 188 cm |      |  |
| 11 | Italia (bandiera) | G     | Antonio Labate       | 1977 | 190 cm |      |  |
| 12 | Italia (bandiera) | C     | Gianvito Tinella     | 1975 | 202 cm |      |  |
| 13 | Italia (bandiera) | AC    | Enrico Di Pol        | 1968 | 202 cm |      |  |
| 14 | Italia (bandiera) | AC    | Andrea Loriga        | 1973 | 201 cm |      |  |
| 15 | Italia (bandiera) | AC    | Giancarlo Zizza      | 1974 | 201 cm |      |  |
| 16 | Italia (bandiera) | C     | Giuseppe Natali      | 1961 | 205 cm |      |  |
| 17 | Italia (bandiera) | AC    | Eduardo Passante     | 1974 | 201 cm |      |  |
| 18 | Italia (bandiera) | P     | Francesco Salvemini  | 1977 | 184 cm |      |  |
| 20 | Italia (bandiera) | G     | Cosimo Corlianò      | 1977 | 186 cm |      |  |

| Allenatore                               |
| - Piero Cusenza                          |
| Assistente/i                             |
| - Giovanni Rubino Legenda - (C) Capitano |

## Risultati

### Stagione Regolare
| Arbitri: | Di Girolamo (Pescara) Cellini (Chieti) |

|                                             |       |                                  |
| Castellitto 27, Frascolla 18, Procaccini 14 | Punti | Drucker 18, Morrone 17, Drigo 15 |

| Arbitri: | Garzia (Piacenza) Massanti (Livorno) |

|                                       |       |                                        |
| Mariotti 27, Braccagni 19, Farinon 13 | Punti | Castellitto 20, Frascolla 13, Loriga 8 |

| Arbitri: | Tinarelli (Pescara) Terranova (Nemi) |

|                                         |       |                               |
| Frascolla 17, Natali 17, Della Corte 16 | Punti | Totaro 14, Torri 14, Busca 11 |

| Arbitri: | Sorato (Mestre) Capurro (Reggio Calabria) |

|                                   |       |                                             |
| Passarelli 23, Fazzi 16, Cassì 16 | Punti | Frascolla 21, Procaccini 16, Castellitto 14 |

| Arbitri: | Bollini (Bologna) Fibbi (Falconara) |

|                                         |       |                                        |
| Frascolla 34, Castellitto 15, Loriga 10 | Punti | Giarletti 19, Portesani 18, Graberi 14 |

| Campli 30 ottobre 1994 6ª giornata | Campli                                 | 0 – 20 (a tavolino Di Pol colpito) | Azzurra Brindisi | \| Arbitri: \| Garzia (Piacenza) Castellari (Bologna) \| |
| Arbitri:                           | Garzia (Piacenza) Castellari (Bologna) |                                    |                  |                                                          |

| Arbitri: | Di Girolamo (Pescara) Cremonese (Pavia) |

|                                     |       |                                 |
| Riccardini 20, Tirelli 15, Sassi 11 | Punti | Natali 16, Parisi 14, Loriga 12 |

| Arbitri: | Minervin (Venezia) Tortorelli (Pozzuoli) |

|                                              |       |                                         |
| Castellitto 36, Della Corte 18, Frascolla 14 | Punti | Casalvieri 39, Esposito 15, Pistilli 15 |

| Arbitri: | Filippini (Bologna) Paternicò (Enna) |

|                                   |       |                                         |
| Bernabei 18, Nobili 13, Grillo 13 | Punti | Castellitto 19, Loriga 16, Frascolla 15 |

| Arbitri: | Gori (Carmignano) Bombino (Milano) |

|                                          |       |                                         |
| Castellitto 26, Parisi 13, Procaccini 11 | Punti | Ottaviani 22, Serravalli 17, Piperno 10 |

| Arbitri: | Corti (Sesto San Giovanni) Chiari (Caerano San Marco) |

|                                        |       |                                         |
| Graziani 16, Vettorelli 15, Podestà 14 | Punti | Frascolla 16, Castellitto 11, Natali 10 |

| Arbitri: | Capurso (Pisa) Vaccarino (La Spezia) |

|                                     |       |                                        |
| Zaghi 22, Della Rosa 15, Drocker 12 | Punti | Castellitto 21, Frascolla 20, Natali 9 |

| Arbitri: | Turri (Milano) Daranti (Pisa) |

|                                         |       |                                 |
| Frascolla 26, Castellitto 20, Parisi 10 | Punti | Morini 27, Moffa 22, Farinon 11 |

| Arbitri: | Basso (Frese) Seghetti (Livorno) |

|                                |       |                                        |
| Totaro 25, Marino 14, Busca 13 | Punti | Frascolla 18, Castellitto 13, Zizza 11 |

| Arbitri: | Corti (Milano) Nava (Milano) |

|                                         |       |                                    |
| Castellitto 23, Frascolla 14, Loriga 12 | Punti | Fazzi 17, Castaldini 16, Altini 10 |

| Arbitri: | Cori (Vicenza) Ranilli (Forlì) |

|                                         |       |                                             |
| Portesani 25, Graberi 14, Di Gennaro 13 | Punti | Frascolla 23, Castellitto 21, Procaccini 11 |

| Arbitri: | Di Girolamo (Pescara) Tortorelli (Pozzuoli) |

|                                            |       |                                       |
| Castellitto 29, Frascolla 24, Procaccini 9 | Punti | Rosignano 18, Meleo 17, Patricelli 15 |

| Arbitri: | Garsia (Piacenza) Terreni (Livorno) |

|                                         |       |                                      |
| Castellitto 21, Natali 17, Frascolla 14 | Punti | Sacripanti 16, Tirelli 14, Masini 13 |

| Arbitri: | Turri (Milano) Barbini (Milano) |

|                                     |       |                                        |
| Stama 20, Casalvieri 17, Venturi 15 | Punti | Frascolla 33, Procaccini 16, Natali 13 |

| Arbitri: | Sorato (Mestre) Lo Guzzo (Pisa) |

|                                   |       |                                    |
| Frascolla 30, Zizza 14, Natali 13 | Punti | Bernabei 17, Cotugno 15, Nobili 13 |

| Arbitri: | Gollini (Bologna) Castellari (Bologna) |

|                                    |       |                                      |
| Serravalle 17, Cozza 11, Martin 10 | Punti | Natali 16, Castellitto 14, Parisi 12 |

| Arbitri: | Anesin (Venezia) Florian (Treviso) |

|                                        |       |                              |
| Frascolla 38, Castellitto 23, Natali 9 | Punti | Negro 17, Burini 13, Teso 13 |

### Poule Retrocessione
| Arbitri: | Tinarelli (Pescara) Massi (Firenze) |

|                                         |       |                                     |
| Frascolla 28, Natali 16, Castellitto 12 | Punti | Longo 29, Cavezzana 15, Codevilla 9 |

| Arbitri: | Barbieri (Venezia) Mazzanti (Livorno) |

|                                    |       |                                      |
| Paci 25, Sciarabba 19, Malagodi 11 | Punti | Natali 28, Castellitto 21, Loriga 14 |

| Arbitri: | Bollini (Bologna) Furlotti (Roma) |

|                                       |       |                                   |
| Frascolla 27, Castellitto 9, Milone 8 | Punti | Tirel 15, De Piccoli 15, Rorato 9 |

| Arbitri: | Capurso (Pisa) Paternicò (Enna) |

|                                      |       |                                       |
| Portesani 16, Peretti 12, Velluti 11 | Punti | Frascolla 18, Parisi 15, Procaccini 9 |

| Arbitri: | Garsia (Piacenza) Grassi (Torino) |

|                                        |       |                                       |
| Natali 28, Procaccini 17, Frascolla 15 | Punti | Morini 23, Braccagni 22, Petracchi 14 |

| Arbitri: | Filippini (Bologna) Florian (Treviso) |

|                                      |       |                                          |
| Diacci 19, Cavazzana 13, Solfrini 13 | Punti | Castellitto 15, Parisi 13, Procaccini 10 |

| Arbitri: | Sorato (Mestre) Fibbi (Falconara) |

|                                         |       |                                  |
| Castellitto 31, Natali 18, Frascolla 13 | Punti | Binotto 24, Paci 23, Sciarabba 8 |

| Arbitri: | Corti (Milano) Terranova (Roma) |

|                                    |       |                                         |
| Biffi 19, De Piccoli 19, Rorato 16 | Punti | Frascolla 25, Castellitto 21, Parisi 13 |

| Arbitri: | Fabretti (Pozzuoli) Torresani (Milano) |

|                                        |       |                                     |
| Castellitto 23, Zizza 15, Frascolla 11 | Punti | Giarletti 10, Sala 10, Di Gennaro 9 |

| Arbitri: | Anesin (Venezia) Fumo (Roma) |

|                                     |       |                                     |
| Morini 24, Petracchi 20, Farinon 12 | Punti | Procaccini 15, Loriga 12, Natali 12 |

## Statistiche

### Statistiche di squadra
| Competizione                        | Punti | In casa | In casa | In casa | In casa | In casa | In trasferta | In trasferta | In trasferta | In trasferta | In trasferta | Totale | Totale | Totale | Totale | Totale | Totale |
| Competizione                        | Punti | G       | V       | P       | PF      | PS      | G            | V            | P            | PF           | PS           | G      | V      | P      | PF     | PS     | DIF    |
| ----------------------------------- | ----- | ------- | ------- | ------- | ------- | ------- | ------------ | ------------ | ------------ | ------------ | ------------ | ------ | ------ | ------ | ------ | ------ | ------ |
| B di Eccellenza Stagione regolare   | 24    | 11      | 9       | 2       | 896     | 868     | 11           | 3            | 8            | 749          | 810          | 22     | 12     | 10     | 1645   | 1678   | -33    |
| B di Eccellenza Poule retrocessione | 10    | 5       | 5       | 0       | 412     | 354     | 5            | 0            | 5            | 359          | 438          | 10     | 5      | 5      | 771    | 792    | -21    |
| TOTALE                              | 34    | 16      | 14      | 2       | 1308    | 1222    | 16           | 3            | 13           | 1108         | 1248         | 32     | 17     | 15     | 2416   | 2470   | -54    |

### Statistiche dei giocatori
| Giocatore      | Generali | Generali | Generali | Generali | Tiri liberi | Tiri liberi | Tiri liberi | Tiri da due | Tiri da due | Tiri da due | Tiri da tre | Tiri da tre | Tiri da tre | Tiri Totale | Tiri Totale | Tiri Totale | Rimbalzi | Rimbalzi | Rimbalzi | Palle | Palle | Stoppate | Val    | Medie | Medie |
| Giocatore      | PG       | PTI      | MIN      | AS       | Rea         | Ten         | %           | Rea         | Ten         | %           | Rea         | Ten         | %           | Rea         | Ten         | %           | Dif      | Off      | Tot      | Per   | Rec   | Dat      | Totale | Pun   | Val   |
| -------------- | -------- | -------- | -------- | -------- | ----------- | ----------- | ----------- | ----------- | ----------- | ----------- | ----------- | ----------- | ----------- | ----------- | ----------- | ----------- | -------- | -------- | -------- | ----- | ----- | -------- | ------ | ----- | ----- |
| G.Frascolla    | 31       | 570      | 1049     | 24       | 155         | 191         | 81,2        | 110         | 247         | 44,5        | 65          | 184         | 35,3        | 175         | 431         | 40,6        | 72       | 30       | 102      | 70    | 48    | 5        | 387    | 18,4  | 12,5  |
| D. Castellitto | 31       | 549      | 1011     | 10       | 109         | 143         | 76,2        | 112         | 189         | 59,3        | 72          | 174         | 41,4        | 184         | 363         | 50,7        | 84       | 19       | 103      | 85    | 57    | 8        | 429    | 17,7  | 13,8  |
| G. Natali      | 31       | 365      | 1003     | 15       | 66          | 95          | 69,5        | 148         | 229         | 64,6        | 1           | 3           | 33,3        | 149         | 232         | 64,2        | 133      | 49       | 182      | 58    | 47    | 4        | 443    | 11,8  | 14,3  |
| M. Procaccini  | 31       | 229      | 666      | 16       | 100         | 133         | 75,2        | 42          | 91          | 46,2        | 15          | 62          | 24,2        | 57          | 153         | 37,3        | 33       | 8        | 41       | 48    | 37    | 3        | 149    | 7,4   | 4,8   |
| G. Parisi      | 28       | 207      | 617      | 23       | 70          | 85          | 82,4        | 40          | 101         | 39,6        | 19          | 61          | 31,1        | 59          | 162         | 36,4        | 41       | 2        | 43       | 57    | 28    | 1        | 127    | 7,4   | 4,6   |
| A. Loriga      | 31       | 198      | 725      | 13       | 62          | 84          | 73,8        | 68          | 117         | 58,1        | 0           | 0           | 0,0         | 68          | 117         | 58,1        | 136      | 52       | 188      | 57    | 32    | 6        | 309    | 6,4   | 10,0  |
| G. Zizza       | 30       | 128      | 460      | 3        | 28          | 59          | 47,5        | 50          | 80          | 62,5        | 0           | 3           | 0,0         | 50          | 83          | 60,2        | 61       | 39       | 100      | 33    | 22    | 6        | 162    | 4,3   | 5,4   |
| P. Della Corte | 8        | 64       | 161      | 3        | 10          | 18          | 55,6        | 12          | 25          | 48,0        | 10          | 23          | 43,5        | 22          | 48          | 45,8        | 12       | 1        | 13       | 8     | 7     | 3        | 48     | 8,0   | 6,0   |
| E. Di Pol      | 28       | 39       | 347      | 0        | 23          | 38          | 60,5        | 8           | 23          | 34,8        | 0           | 0           | 0,0         | 8           | 23          | 34,8        | 31       | 24       | 55       | 25    | 6     | 3        | 48     | 1,4   | 1,7   |
| A. Milone      | 31       | 29       | 169      | 3        | 11          | 22          | 50,0        | 9           | 21          | 42,9        | 0           | 4           | 0,0         | 9           | 25          | 36,0        | 9        | 6        | 15       | 17    | 6     | 1        | 10     | 0,9   | 0,3   |
| E. Passante    | 10       | 2        | 16       | 0        | 0           | 0           | 0           | 1           | 2           | 50,0        | 0           | 0           | 0           | 1           | 2           | 50,0        | 1        | 1        | 2        | 0     | 0     | 0        | 1      | 0,2   | 0,1   |
| G. Tinella     | 18       | 0        | 1        | 0        | 0           | 0           | 0           | 0           | 1           | 0           | 0           | 0           | 0           | 0           | 1           | 0           | 1        | 0        | 1        | 0     | 0     | 0        | 0      | 0     | 0     |
| Squadra        | 32       | 20       | 0        | 0        | 0           | 0           | 0           | 0           | 0           | 0           | 0           | 0           | 0           | 0           | 0           | 0           | 0        | 0        | 0        | 0     | 0     | 0        | 20     | 0     | 0     |
| TOTALE SQUADRA | 32       | 2400     | 6225     | 110      | 634         | 868         | 73,0        | 600         | 1126        | 53,3        | 182         | 514         | 35,4        | 782         | 1640        | 47,7        | 613      | 230      | 843      | 458   | 290   | 40       | 2133   | 75,0  | 66,7  |

## Fonti
- La Bibbia del Basket 1995
- Guida ai campionati di basket LNP edizione 96